# 매직 아워 (2008년 영화)
매직 아워(ザ マジックアワ, The Magic Hour)는 일본에서 제작된 미타니 코키 감독의 2008년 코미디 영화이다. 이 영화는 미타니 코키가 각본과 감독을 맡은 네 번째 영화이다. 주연은 사토 코이치.
2022년에는 《To Cool to Kill》이라는 제목으로 중국에서 리메이크 되었다.

## 출연
- 사토 코이치
- 츠마부키 사토시
- 후카츠 에리
- 아야세 하루카
- 니시다 토시유키
- 이치카와 콘
- 테라지마 스스무
- 코히나타 후미요
- 토다 케이코
- 코우모토 마사히로
- 야마모토 코지
- 카가와 테루유키

## 제작진
- 각본 겸 감독: 미타니 코키
- 프로듀서: 카메야마 치히로, 시마타니 요시나리
- 기획: 시미즈 켄지, 이치카와 미나미
- 총괄 프로듀서: 이시하라 타카시
- 프로듀서: 시게오카 유미코, 마에다 히사시, 와다쿠라 카즈토시
- 음악: 오기노 키요코
- 촬영: 야마모토 히데오
- 조명: 오노 아키라
- 음향: 테츠오 세가와
- 편집: 우에노 소이치
- 제작: 후지 테레비, 도호
- 배급: 도호